# Chiesa dei Santi Simone e Giuda (Ascou)
La Chiesa dei Santi Simone e Giuda è l'edificio di culto di Ascou.

## Storia
L'edificio fu costruito nel 1448, arroccato sullo sperone che domina il torrente Lauze. La facciata fu riammodernata nel 1862, così come il campanile a vela che è dotato di 2 campane. La chiesa prese il suo aspetto attuale solo recentemente. Inoltre l'edificio venne ridipinto nel 2010.
È la chiesa principale del paese.

## Descrizione
L'edificio ha una Pianta a Croce latina, presenta inoltre due piccole cappelle laterali. L'aula è corta e ampia, il coro è riccamente decorato con boiserie e varie statue di legno. Inoltre, dietro l'altare, nella cappella a lei dedicata, vi è la statua della Vergine col bambino, realizzata alla fine del 1700, nel 1966 classificato come oggetto storico di importanza nazionale dalla Base Mérimée. Nel complesso della chiesa è presente anche il monumento ai  caduti di Ascou.

## Galleria d'immagini

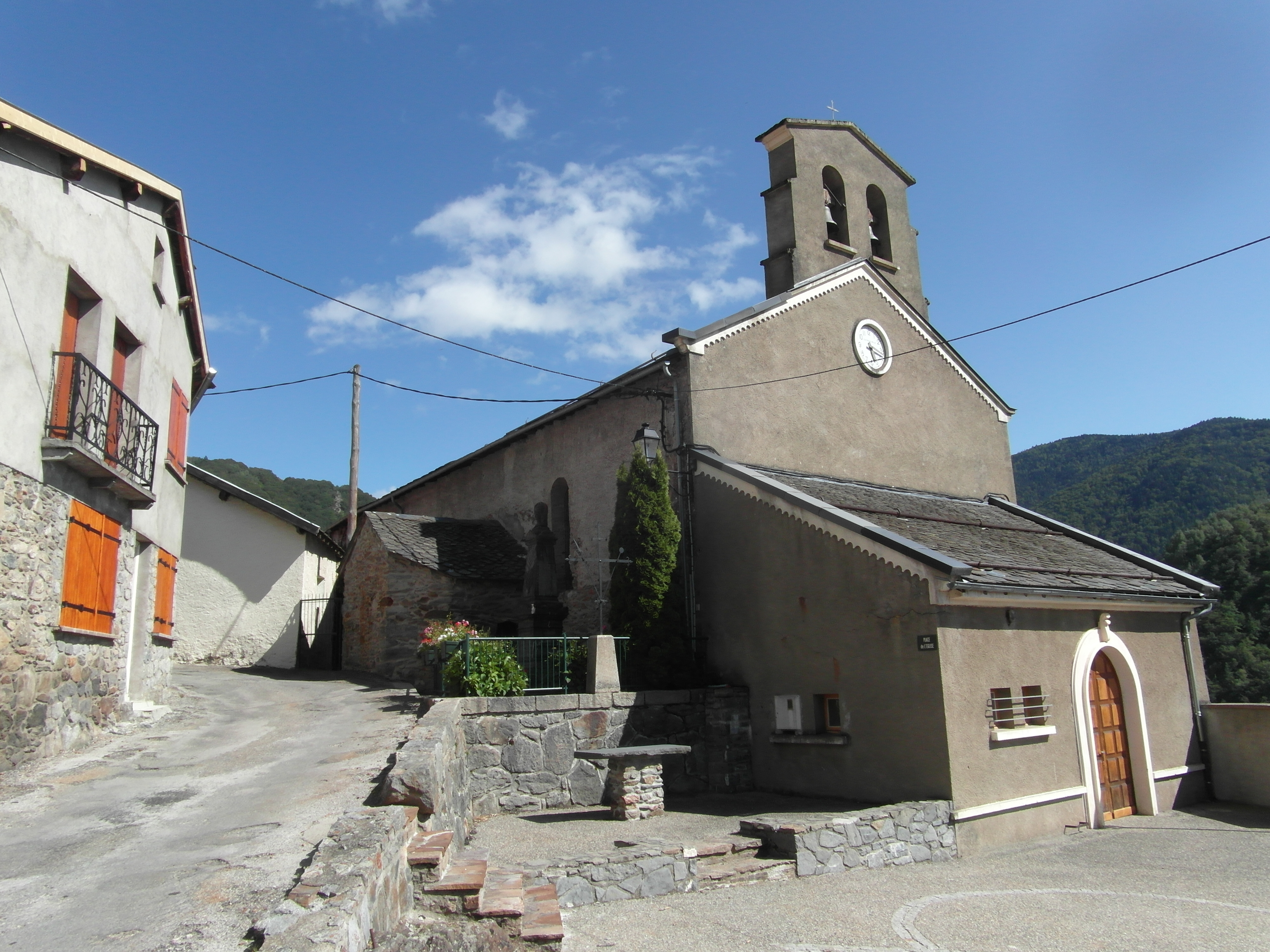
Facciata e piazza
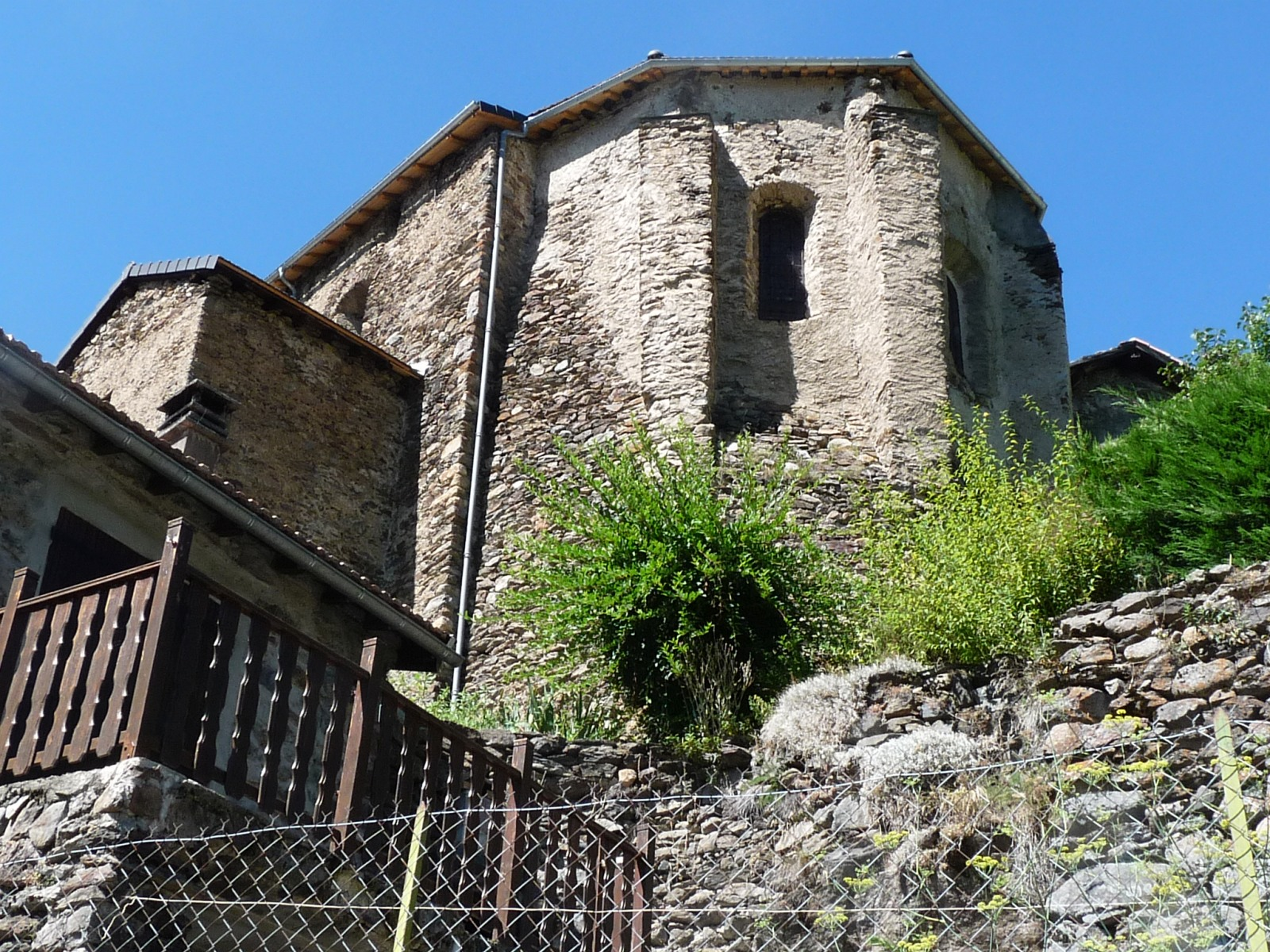
Abside
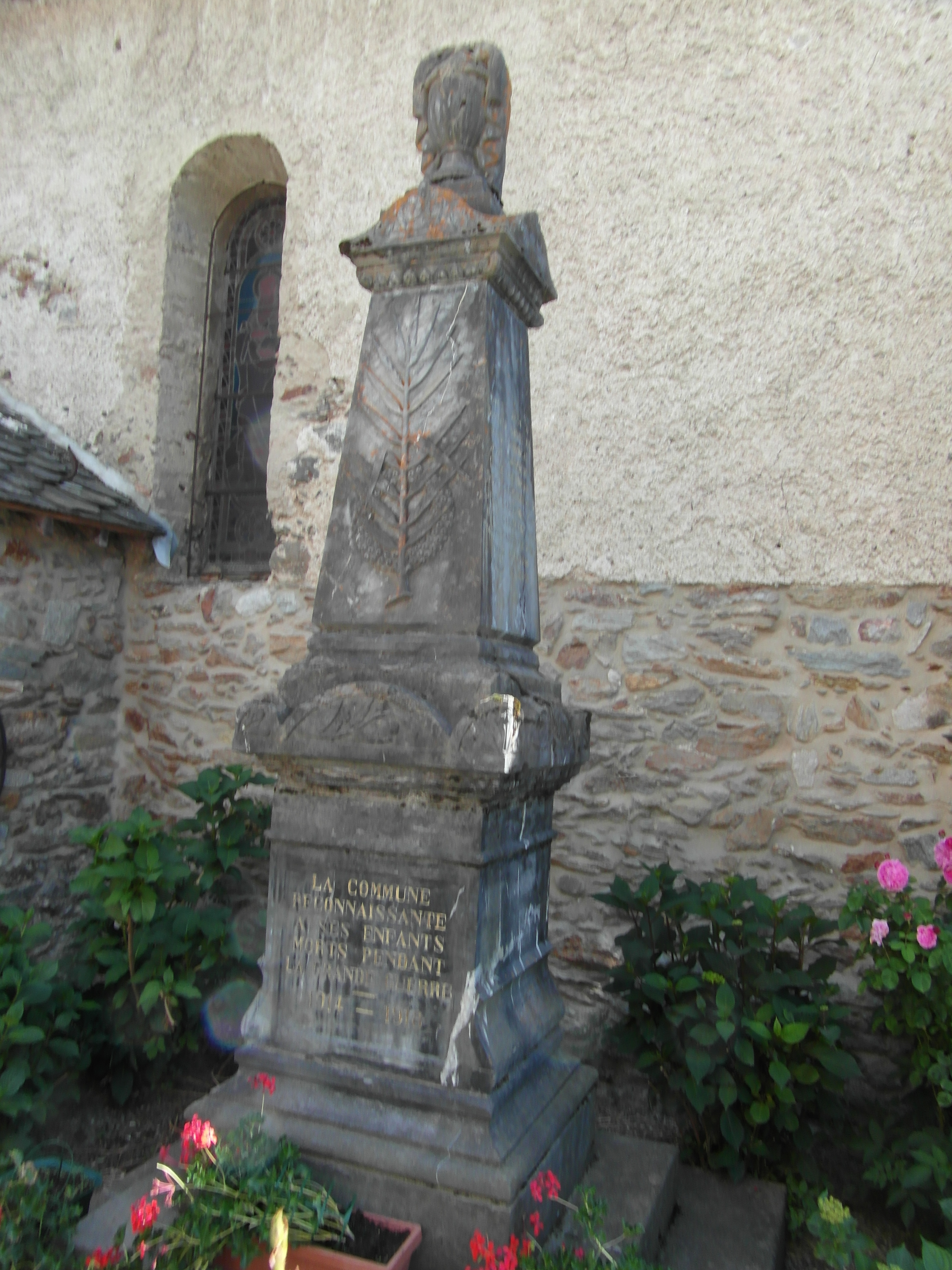
Il monumento ai caduti vicino alla cappella